# Johann Ludwig von Pfalz-Sulzbach
Johann Ludwig von Pfalz-Sulzbach (* 12. Dezember 1625 in Sulzbach; † 2. Oktober 1649 in Nürnberg) war ein schwedischer General im Dreißigjährigen Krieg. Er war der dritte Sohn von August von Pfalz-Sulzbach (1582–1632) und dessen Frau Hedwig von Schleswig-Holstein-Gottorf (1603–1657), der Tochter des Herzogs Johann Adolf von Schleswig-Holstein-Gottorf.

## Leben
Als dritter Sohn war er schon früh für den militärischen Dienst vorgesehen. Da sein Vater und sein Onkel Johann Friedrich Unterstützer des schwedischen Königs waren, kam er im Dreißigjährigen Krieg zur schwedischen Armee in Deutschland. Dort konnte er sich in mehreren Schlachten auszeichnen. Danach nahm er 1649 als General der schwedischen Armee am Nürnberger Exekutionstag zu den Verhandlungen über die Durchsetzung des Westfälischen Friedens teil.
Nach dem Krieg erkrankte er schwer und kam auf den Witwensitz seiner Mutter, den St. Äginien Hof bei Nürnberg, wo er bald darauf starb. Sein Leichnam wurde in Begleitung seiner Brüder nach Sulzbach überführt. Zu seiner Überführung waren viele hochrangige Mitglieder des schwedischen Heeres anwesend, darunter Karl Gustav von Zweibrücken-Kleeburg, Oberkommandierender des Schwedischen Heeres, und der kaiserliche Oberbefehlshaber Ottavio Piccolomini. Als der Zug das Frauentor in Nürnberg passierte, standen über 1000 schwedische Soldaten Spalier.
Nach der Bestattung in Sulzbach wurde später in die Lauinger Fürstengruft überführt.